# 天壇座π
天壇座π，又名CP-54 8403，HD 159492、SAO 244896、HR 6549，是天壇座的一颗恒星，视星等为5.25，位于銀經337.24，銀緯-12.04，其B1900.0坐标为赤經17h 29m 52.7s，赤緯-54° -12.04′ 59″。